# Projecte de llei 254 del Senat de Florida
El projecte de llei 254 del Senat de Florida (anglès: Florida Senate Bill 254, abreujat SB 254) és un projecte de llei proposat el 2023 al Parlament de Florida (concretament al Senat de Florida). Permetria a l'Estat d'assumir temporalment la custòdia legal dels infants susceptibles de rebre tractaments d'afirmació de gènere. Afecta les persones trans i les seves famílies.

## Proposta
Va ser presentat el 3 de març del 2023 conjuntament pels senadors de Florida Clay Yarborough i Keith Perry. Segons la proposta, l'estat de Florida podria separar els infants de les famílies si es creu que estan exposats o poden ser exposats a tractaments d'afirmació de gènere. Si és el progenitor amb la custòdia qui rep aquesta mena d'atenció mèdica, també seria lícit llevar-la-hi. Això s'explica per la redefinició que faria la llei de la convivència amb una persona trans com una situació abusiva. A més, si s'aprovés, els menors que visitessin Florida hi estarien subjectes igualment.
Addicionalment, els professionals de la salut haurien de negar-se a proporcionar tractaments d'afirmació de gènere als menors amb risc de perdre la llicència per a exercir de treballadors de l'àmbit sanitari. Tanmateix, no es prohibirien altres tipus d'assistència mèdica, com ara les rinoplàsties o les operacions d'augment de pits.
Yarborough considera que el seu projecte de llei és un «paquet integral d'apoderament parental i legislació de seguretat infantil».